# ストレス発散研究会
ストレス発散研究会(ストレスはっさんけんきゅうかい)は，RBC iラジオで金曜の夜に放送されていたバラエティ番組。通称「スト研」。

## 概要
2015年10月より放送開始。本社スタジオにて収録放送を行なっていた。
ストレス社会に苦しむ人々を救う、全く新しい癒し系番組。緒方ディレクター（副会長）がRBCを退社することに伴い、2017年3月に終了した。2018年2月に「ジ・アナウンサーズ特命全権アナβ」枠で1度限りの復活を果たした（その後、2代目秘書花村も同年3月限りでRBCを退社している）。

## 出演者

### メインパーソナリティ(MC)
- 奥浜祥子（スト研 会長）
- 緒方ディレクター（スト研　副会長）
- 花村枝里アナウンサー（スト研　２代目秘書）

### 過去に出演したMC
- 宮城杏里　元アナウンサー（スト研　初代秘書）

## 内容
言っちゃえ…！
イラッとしたことや、納得のいかないことなど…我慢して溜めこんでいては体に毒。
日々のちょっとしたイラッとエピソードや、吐きだす場所のないモヤモヤなどをリスナーから募っていた。
ほっこり～♪ほっこり♪
嬉しかったことや、微笑ましかったことなど、あなたの心が浄化されたエピソードを紹介。
健康！妄想ランド！
心の元気がないときは、現実なんか忘れて妄想する。お題に沿った妄想をたくさん集める大喜利コーナー。
なりきり川柳
サラリーマン川柳のように、お題の人物になりきって川柳を作ろう！というコーナー。
愉快なあの曲
なんだか愉快な気分になってしまう曲を紹介するコーナー。
コレ好き発表会
「テーマに沿った大好きなもの」について大いに語ってもらうコーナー。
トリセツのコーナー
お題としてあげられたモノについて、その取り扱い方や特徴などを「その１・その２・その３」と三つの具体的な例をあげて説明するコーナー。